# L'assistente della star
L'assistente della star (The High Note) è un film del 2020 diretto da Nisha Ganatra.

## Trama
Maggie è l'assistente di una famosa cantante sulla via del tramonto. La giovane donna è molto impegnata nel suo lavoro ma nutre il desiderio di diventare una produttrice musicale. Il suo sogno sembra realizzarsi quando incontra David, un artista di strada con una voce portentosa. Grazie a quest'incontro, Maggie comincia a credere maggiormente nelle sue doti e tenta il tutto per tutto per far emergere il suo giovane cliente, scontrandosi però con la personalità non sempre facile della star per cui lavora, Grace Davis.

## Produzione
Le riprese del film, inizialmente intitolato Covers, sono iniziate nel maggio 2019. Nel febbraio 2020 il film cambia titolo in The High Note.

## Promozione
Il primo trailer del film viene diffuso il 28 febbraio 2020.

## Distribuzione
Il film, inizialmente fissato nelle sale cinematografiche statunitensi per l'8 maggio 2020, è stato distribuito on demand a partire dal 29 maggio 2020, mentre in Italia dal 26 giugno dello stesso anno, in contemporanea nelle sale e on demand.

## Riconoscimenti
- 2020 - E! People's Choice Awards[7]
  - Candidatura per il miglior film drammatico
  - Candidatura per la miglior star drammatica a Tracee Ellis Ross